# Passio musicae

Volto di Sibelius

Passio musicae (in finlandese Sibelius-monumentti) è un monumento dedicato al compositore finlandese Jean Sibelius (1865 - 1957). Il monumento si trova nel Parco Sibelius (Sibeliuspuisto) nel distretto di Taka-Töölö ad Helsinki, la capitale della Finlandia.

## Storia
Il monumento fu progettato da Eila Hiltunen e mostrato al pubblico per la prima volta il 7 settembre 1967. Originariamente diede adito ad un piccolo dibattito sui meriti e le imperfezioni dell'arte astratta. La Hiltunen affrontò i suoi critici aggiungendo il volto di Sibelius che si trova accanto alla scultura principale.
Consiste in una serie di oltre 600 tubi cavi in acciaio saldati insieme secondo uno schema ondulato. Il monumento pesa 24 tonnellate (24 long ton; 26 short ton) e misura 8,5 per 10,5 per 6,5 metri (28 ft × 34 ft × 21 ft). Lo scopo della Hiltunen era catturare l'essenza della musica di Sibelius.
Una piccola versione del monumento si trova presso gli uffici dell'UNESCO a Parigi, mentre un'altra opera simile, progettata anch'essa dalla Hiltunen, si trova presso l'Ufficio delle Nazioni Unite a New York.

## Il Parco Sibelius e il monumento a Kalevala
Nel 1939, la Fondazione Leo e Regina Wainstein organizzò un concorso per scultori per progettare un'opera che rappresentasse una scena dell'epopea nazionale finlandese, Kalevala, che sarebbe stata eretta nel parco. Il vincitore fu Aarre Aaltonen (1889–1980) e la sua opera Ilmatar and the Scaup, un'opera in bronzo inaugurata nel 1946.

## Galleria d'immagini

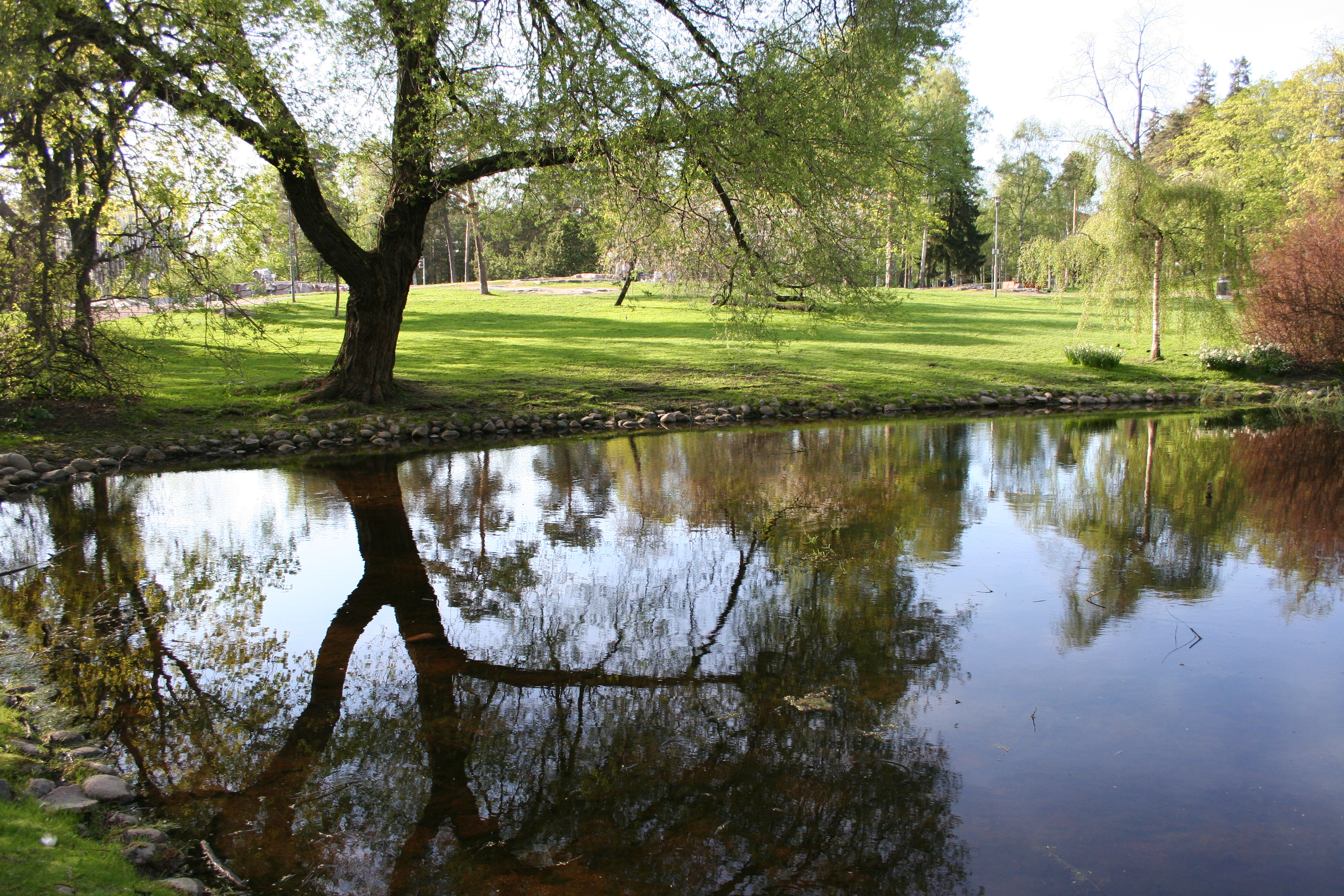
Sibelius Park
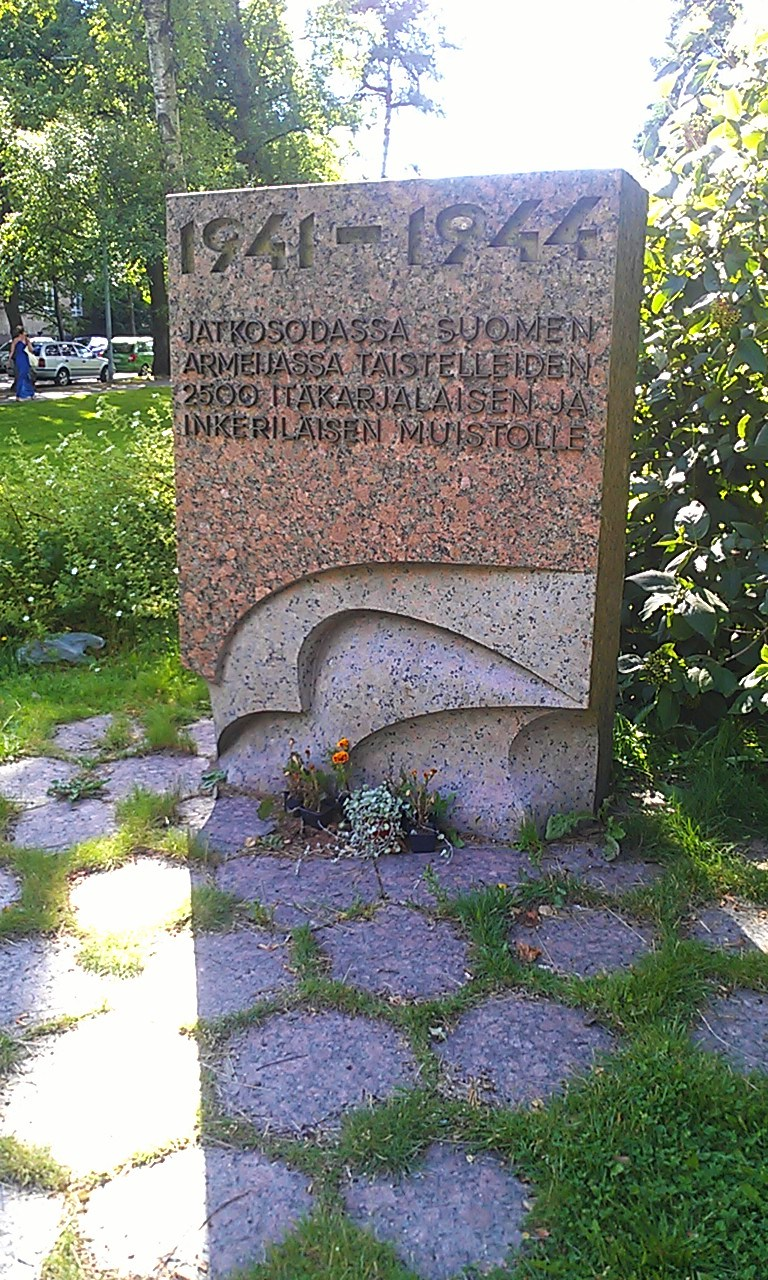
Seconda guerra mondiale, il monumento nel Sibelius Park
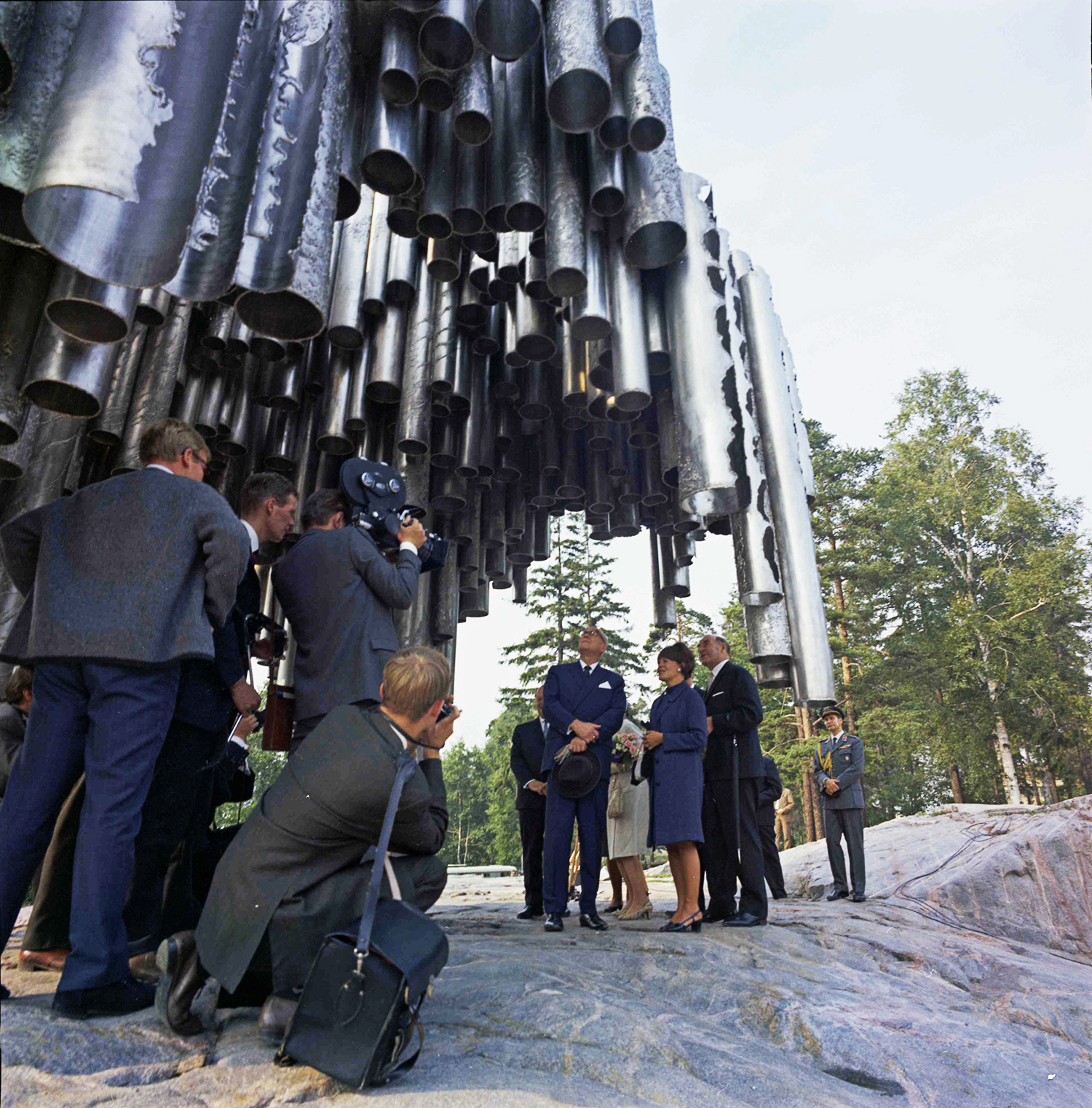
Il Presidente Urho Kekkonen e l'artista alla cerimonia dell'inaugurazione